# Vytautas Kamblevičius
Vytautas Kamblevičius (ur. 3 listopada 1950 w Plasapninkai w rejonie olickim) – litewski agronom i polityk, poseł na Sejm Republiki Litewskiej.

## Życiorys
W 1968 ukończył szkołę średnią, a w 1973 studia z zakresu agronomii na Litewskiej Akademii Rolniczej. W 1984 uzyskał stopień doktora nauk rolniczych. Do 1987 pracował m.in. jako agronom w kołchozach, następnie na macierzystej uczelni. Był członkiem Komunistycznej Partii Związku Radzieckiego. W latach 1980–1990 zasiadał w radzie deputowanych ludowych rejonu kowieńskiego, od 1987 wchodził w skład komitetu wykonawczego. Do 1992 pozostał w administracji rejonowej, później pełnił kierownicze funkcje w przedsiębiorstwach. Od 1994 do 1997 był sekretarzem Ministerstwa Rolnictwa, działał wówczas w Litewskiej Partii Chłopskiej.
W 2005 w trakcie kadencji Sejmu objął mandat poselski z ramienia Partii Pracy. Przeszedł w 2008 do Porządku i Sprawiedliwości, nie uzyskał w tym samym roku reelekcji. W 2009 został doradcą eurodeputowanego Rolandasa Paksasa, a rok później jednym z dwóch pierwszych wiceprzewodniczących partii. W 2011 został wybrany do rady rejonu preńskiego. W wyborach do Sejmu w 2012 wystartował z drugiego miejsca listy krajowej Porządku i Sprawiedliwości, w ich wyniku powrócił do parlamentu. W 2016 został ponownie wybrany do Sejmu, mandat przypadł mu po unieważnieniu wyboru Kęstasa Komskisa. W 2020 przystąpił do frakcji poselskiej Litewskiej Socjaldemokratycznej Partii Pracy.